# Stadio Chatsworth
Lo stadio Chatsworth è uno stadio calcistico di Durban, in Sudafrica.
Ospita le partite casalinghe dei Royal AM, dei Golden Arrows e dei Durban City. Ha una capienza di 22000 posti.

## Storia
Dal 1985 fino al fallimento nel 2006 è stata la sede del Manning Rangers F.C., i campioni della stagione inaugurale della Premier Division sudafricana.
Inizialmente possedeva una capienza di 2000 posti. Nel 2008, importanti lavori di ristrutturazione hanno permesso di raggiungere una capienza di 22000 posti.